# Ōnakatomi no Kiyomaro
Ōnakatomi no Kiyomaro est un nom japonais traditionnel ; le nom de famille (ou le nom d'école), Ōnakatomi, précède donc le prénom (ou le nom d'artiste).
Ōnakatomi no Kiyomaro (大中臣 清麻呂), 702 – 6 septembre 788 est un noble japonais de l'époque de Nara. Septième fils du chūnagon Nakatomi no Omimaro du clan Nakatomi, il change son nom et fonde le clan Ōnakatomi. Il atteint le rang de cour de 正二位 (shō ni-i) et la position d'udaijin.

## Biographie
Après avoir occupé divers positions en tant qu'inspecteur, Kiyomaro est promu assistant directeur du Jingi-kan en 743 et se voit accorder le rang de 従五位下 (ju go-i no ge). En 747, pendant les derniers jours de la cour de l'empereur Shōmu, il est transféré dans un poste régional comme gouverneur de la province d'Owari. En 751 cependant, la nouvelle impératrice Kōken promeut Kiyomaro 従五位上 (ju go-i no jō) et en 754 il est réintégré dans sa position au Jingi-kan puis élevé à la position de 左中弁 (sachūben) au sein du Daijō-kan.
Sous l'administration de Fujiwara no Nakamaro, Kiyomaro progresse régulièrement. Il est promu 正五位下 (shō go-i no ge) en 757 et 正五位上 (shō go-i no jō) en 759. En 762 il est nommé 従四位下 (ju shi-i no ge) et à la fin de l'année, Kiyomaro est promu sangi, rejoignant ainsi les rangs des kugyō en compagnie de Kusumaro et Asakari, les fils de Nakamaro. Cette même année, il sert aussi au palais de l'impératrice avec Kusumaro et Kamitsumichi no Hitatsu (上道斐太都), où il transmet les décrets impériaux. En 763 il est promu 左大弁 (sadaiben) et gouverneur de la province de Settsu. Au début de 764, il est élevé au rang de 従四位上 (ju shi-i no jō).
Plus tard cette année cependant, Nakamaro se rebelle et Kiyomaro se range du côté de l'impératrice Kōken contre lui. L'ex-impératrice, victorieuse, reprend le trône du chrysanthème et Kiyomaro est promu 正四位下 (shō shi-i no ge). L'année suivante, en 765, davantage d'honneurs lui sont accordés, de deuxième classe, pour son service. Lors du banquet après la cérémonie de ré-intronisation de Kōken comme impératrice Shōtoku, Kiyomaro est présent en tant que directeur du Jingi-kan. L'impératrice fait l'éloge de son intégrité et de son activité au cours de son long service dans cet organisme et il est promu 従三位 (ju san-mi).
Kiyomaro continue son ascension dans les cours de l'impératrice Shōtoku et de l'empereur Kōnin. Il est promu chūnagon en 768 et en 769 change son nom de famille de « Nakatomi no Ason » pour celui d'« Ōnakatomi no Ason ». En 771, Kiyomaro est nommé précepteur du prince héritier Osabe (ja) mais est congédié de ce rôle lorsque le prince est déshérité l'année suivante. En 773, il est de nouveau nommé tuteur du nouveau prince héritier Yamabe, futur empereur Kanmu.
Parallèlement, en 770, Kiyomaro est promu 正三位 (shō san-mi) et dainagon et en 771, à la suite des disparitions du sadaijin Fujiwara no Nagate et de l'udaijin Kibi no Makibi, il est promu 従二位 (ju ni-i) et udaijin. En 772, il est de nouveau élevé, cette fois-ci au rang de 正二位 (shō ni-i). En tant qu'udaijin, Kiyomaro dirige le Daijō-kan jusqu'en 780.
En 781, immédiatement après l'accession de l'empereur Kanmu au trône, Kiyomaro est autorisé à prendre sa retraite à 70 ans, il meurt en 788 à l'âge de 87 ans.

## Personnalité
Ancien vassal familier des jours anciens de la cour, Kiyomaro s'en souvient qui est compétent dans de nombreuses cérémonies de la cour. Même à la fin de sa vie, il agit avec diligence et ne se dérobe jamais à ses fonctions officielles.
Cinq de ses poèmes sont conservés dans le Man'yōshū. 

## Généalogie
- Père : Nakatomi no Omimaro (中臣意美麻呂?)
- Mère : Tajihi no Akira (多治比阿伎良?), fille de Tajihi no Shima (多治比嶋?)
- Épouse : 多治比子姉 (Tajihi no Koane?), 従二位 (ju ni-i?) et 尚侍 (Naishi-no-Kami?)
  - Quatrième fils : Ōnakatomi no Morona (大中臣諸魚?, 743-797)
- Autres enfants : 
  - Premier fils : Ōnakatomi no Sukunamaro (大中臣宿奈麻呂?)
  - Deuxième fils : Ōnakatomi no Kōyu (大中臣子老?, ?-789)
  - Troisième fils : Ōnakatomi no Tsugumaro (大中臣継麿?)
  - Fils : Ōnakatomi no Okina (大中臣老人?)
  - Fils : Ōnakatomi no Imamaro (大中臣今麿?)
  - Fille : épouse de Fujiwara no Takimaro (藤原瀧麻呂?)

## Source de la traduction
- (en) Cet article est partiellement ou en totalité issu de l’article de Wikipédia en anglais intitulé « Ōnakatomi no Kiyomaro » (voir la liste des auteurs).